# Nieuw Nickerie
Nieuw Nickerie est la troisième plus grande ville du Suriname avec une population estimée à 12 818 habitants. C'est la capitale du district de Nickerie et le terminus de la East-West Link.
Nieuw Nickerie se trouve à l'embouchure de la rivière Nickerie sur la côte Atlantique, en face de l'embouchure de la rivière Corantijn (Courantyne) et de la ville guyanienne de Corriverton (Springlands), vers lequel opère un service de ferry. Un pont entre le Suriname et le Guyana est toujours en projet. L'aéroport Major Henk Fernandes, également connu sous le nom de Nieuw Nickerie Airport,, est situé à proximité de la ville.

## Histoire
En 1718, Dietzel devient la première personne connue à s'installer dans la région. En 1797, le gouverneur Jurriaan de Friderici approuve la première plantation à Nickerie. Un grand nombre de colons écossais et anglais sont arrivés dans la région pendant l'occupation britannique, et cultivaient principalement du coton et du café. Nieuw Nickerie est construite en 1879 après que l'ancien centre du quartier, Nieuw Rotterdam, soit détruit par des inondations. Nieuw Nickerie était initialement prévue sur un polder créé en 1869, mais est déplacée plus loin dans le land. Dans les années 1940, une digue est construite pour protéger la zone.
Le nom Nickerie est probablement basé sur Neekeari qui a été recensé pour la première fois par Teenstra en 1596 pour une tribu indigène vivant dans la région. Le nom apparaît également dans Robert Dudley's The Voyage of Robert Dudley to the West-Indies, 1594-1595.

## Économie
Les principales industries sont la banane et le riz. Nickerie est le plus grand producteur de riz du Suriname. La ville contient un marché et plusieurs hôtels, dont l'hôtel Ameerali, l'hôtel de President, l'hôtel Tropical, l'hôtel de Vesting et le Residence Inn. Le premier hôpital surinamais en dehors de Paramaribo, Mungra Medical Center, est situé sur l'Annastraat à Nieuw-Nickerie.
Nickerie détient un port sur son territoire, mais la profondeur d'entrée est de 3,7 mètres et peut accueillir des navires jusqu'à 6 000 tonnes. Le port est modernisé en 2012, mais le sera davantage.
Nieuw Nickerie commence à se développer en tant que zone touristique. Il y a un certain nombre d'hôtels dans la ville, et la réserve naturelle de Bigi Pan ouvre des opportunités pour l'écotourisme.

## Climat
Nieuw Nickerie possède un climat de forêt tropicale humide (Af sur la classification de Köppen) apparenté à un climat de mousson tropicale (Am). Une période nettement plus sèche se produit de septembre à novembre, tandis que mai à juillet sont les mois les plus humides, bien que le temps soit constamment inconfortable, chaud et humide tout au long de l'année.